# Margarida d'Escòcia i de Beaufort
Margarida d'Escòcia (25 de desembre de 1424 - Chalons-sur-Marne, 16 d'agost de 1445) fou princesa d'Escòcia. Era filla del rei Jaume I d'Escòcia i la comtessa Joana Beaufort. Per línia paterna era neta del rei Robert III d'Escòcia i Anabella Drummond, i per línia materna del duc Joan Beaufort i Margarida Holland. Es casà el 24 de juny de 1436 a la catedral de Tours amb el Delfí i posterior rei Lluís IX de França. D'aquesta unió però no tingueren fills. Margarida morí el 1445 a Chalons-sur-Marne i fou enterrada a l'església de Sant Lleó Thouars.